# Bradley Salazar
Bradley Alexander Salazar Guerrón (1 de agosto de 1986, Estados Unidos) es un deportista, corredor de rally y cross country ecuatoriano que se ha destacado por ser el primer piloto ecuatoriano en finalizar el Rally Dakar 2023, en la categoría T3 Prototipo ligero.

## Primeros años
Bradley Salazar nació en la ciudad de Elizabeth, estado de New Jersey y fue nacionalizado ecuatoriano en 1992.  
Sus padres son Washington Salazar Cueva y Bethi Guerrón Benalcazar, ecuatorianos que regresaron a la provincia de Santo Domingo de los Tsáchilas, cuando Brad tenía 6 años, donde se inició su pasión por la restauración de vehículos.
Realizó sus estudios en la escuela primaria Antonio Neumane, sin embargo, a los 13 años retornó a Estados Unidos, donde estudió la secundaria en Elizabeth High School. 
Tras culminar sus estudios secundarios, regresó a Ecuador para estudiar Negocios Internacionales en la Universidad Ecotec de Guayaquil, donde avanzó hasta el sexto semestre.  

## Experiencia deportiva
Es sus primeros años de vida, Brad tuvo inclinación por el deporte tuerca, donde empezó como piloto de motocross, luego pasó al enduro y el rally. En 2018 empezó de manera profesional en las carreras de motos y autos.

## Trayectoria internacional
Bradley Salazar ha construido una sólida trayectoria como representante del Ecuador en múltiples competencias internacionales de resistencia extrema. Entre sus participaciones más relevantes se encuentran:

### Rally Dakar
En la edición 2023 de la competencia Rally Dakar, considerada una de las más peligrosas del mundo, Brad Salazar se convirtió en el primer ecuatoriano en terminar esa competición en la posición 20 como debutante. Durante esta competencia, Salazar contó con el argentino Eugenio "Pachu" Arrieta como copiloto, un competidor experimentado en este tipo de carreras.
Para la edición 2023 del Rally Dakar, ambos condujeron en un Can-Am Maverick X3 del equipo FN Speed, y finalizaron el trayecto en 72 horas, 40 minutos y 59 segundos (72:40:59 horas), que inició en el Sea Camp de Yanbu, una ciudad portuaria ubicada al norte de Jeddah y terminó en Dammam, situada al este de Arabia Saudí.

### Dubai International Baja 2023
En noviembre de 2023, Bradley Salazar se convirtió en el primer piloto ecuatoriano en competir en la Dubai International Baja, última fecha del Campeonato Mundial de Bajas FIA y FIM. La competencia se desarrolló del 10 al 12 de noviembre en el desierto de Al Qudra, Emiratos Árabes Unidos, caracterizado por su navegación compleja, dunas exigentes y altas temperaturas.
Salazar participó en la categoría T3 (vehículos prototipo ligeros Side-by-Side) junto a su copiloto ecuatoriano Marco Guerrón, compitiendo con un Can-Am Maverick X3 preparado por el equipo South Racing, una escudería reconocida en el circuito FIA.
En la primera etapa, el dúo logró una destacada actuación al ubicarse en la segunda posición de su categoría y novenos en la clasificación general, superando a equipos con mayor experiencia. Sin embargo, en la segunda jornada, a 40 kilómetros de la meta, una falla mecánica forzó su abandono de la carrera.
Pese a no completar oficialmente la prueba, su desempeño fue considerado sobresaliente, marcando un hito para el automovilismo ecuatoriano y consolidando a Salazar como uno de los referentes latinoamericanos en el rally cross-country. Esta participación se suma a su trayectoria en el Rally Dakar 2023 y en otras competencias del Campeonato Mundial de Rally-Raid.

### SCORE Baja 500 (2024)
Del 29 de mayo al 2 de junio de 2024, Bradley Salazar representó al Ecuador en la 56.ª edición de la SCORE Baja 500, una de las competencias más exigentes del off-road mundial, celebrada en Ensenada, Baja California, México. Compitió en la categoría Pro UTV Forced Induction a bordo de un Can-Am Maverick XRS #2980 junto a sus copilotos Marco Guerrón (Ecuador) y los argentinos Diego Blas y Leonardo Ulla, como parte del equipo Lumenia Racing Team, con preparación técnica de Panchito Race Prep.
A lo largo de las 483 millas (778 km) del recorrido, el equipo enfrentó condiciones extremas, incluyendo temperaturas elevadas, polvo intenso y terreno altamente técnico. Problemas mecánicos con el sistema de transmisión complicaron su desempeño, pero lograron completar la carrera dentro del tiempo reglamentario, un logro significativo considerando las altas tasas de abandono en esta prueba.
La participación de Salazar en esta competencia, tradicionalmente dominada por equipos de Estados Unidos y México, fue destacada por su carácter pionero en representación sudamericana. Su desempeño en la Baja 500 reafirma su consolidación como figura emergente del rally off-road internacional y fortalece la visibilidad del automovilismo latinoamericano en el calendario SCORE.

#### Competencias
2018 
- Rally Terra Playas: Primer lugar en la categoría Pit Byke
- Primer lugar en la segunda válida del Campeonato Nacional del Guayas (Rally Motocross)

2019
- Montecristi, Manabí (UTV): Rally Cross / Baja
- Quinindé, Esmeraldas (UTV 1000 Turbo): Rally Cross / Baja
- Guayaquil, Guayas (UTV 1000 Turbo): Rally Cross / Baja

2020
- Rally del Sol - Guayaquil, Guayas (UTV 1000 Turbo): Rally Cross / Baja
- Copa Los Tigrillos - Santo Domingo (UTV 1000 Turbo): Rally Cross

2021
- Primer lugar en el Rally Terra Playas (UTV 1000 Turbo)
- Copa Quirola (UTV 1000 Turbo): Rally Cross
- Segundo lugar en el Rally Terra Playas (UTV 1000 Turbo)

2022
- Tercer lugar en el Rally Terra Playas (UTV 1000 Turbo)

2023
- Rally Dakar
- Dubai Internacional Baja

2024
- SCORE Baja 500